# 김한 (1909년)
김한(金漢, 일본식 이름: 星村洋, 본명: 김인규, 본명 한자: 金寅圭, 1909년 4월 25일 ~ ?)은 한국의 영화 배우 겸 미술인이다. 김한은 배우로 활동할 때 사용한 예명이다.

## 생애
한성부 출신이다. 중학교 재학 중 학생 운동에 참가했다가 퇴학당한 뒤 이경손을 통해 영화계에 입문하게 되었다. 이때가 1927년 전후인 것으로 기록되어 있다. 이경손은 《숙영낭자전》을 제작하면서 김한을 미술부에 채용했다. 
그러나 집안의 반대로 일을 마무리 짓지 못하고 1928년에 일본으로 유학을 떠나 도쿄 미술학교 도안과에서 수학했다. 도쿄 유학 시절에도 영화에 뜻을 두고 있다가, 1931년 무렵 방학을 이용하여 귀국했을 때 《방아타령》의 미술감독을 맡고 출연까지 겸하면서 배우가 되었다. 이때 경향극에 참여하여 경찰의 탄압을 받고 다시 도쿄로 돌아간 일이 있었다.
도쿄에서는 무대미술 분야에 전념하다가 1933년 귀국하여 홍해성이 주도한 극예술연구회에 참여했다. 김한은 김인규라는 이름으로 《검찰관》 공연에서 무대장치를 맡았으나, 해외문학파와 경향파가 충돌하면서 극연을 탈퇴하고 서월영, 박제행, 심영 등과 함께 중간극을 표방하는 춘추극장을 설립했다.
이후 영화 미술, 연극의 무대장치, 간판 가게 설립, 다방 운영 등 다방면에서 활동하였으나, 영화 출연을 주요 직업으로 삼았다. 1937년 서광제, 이규환, 문예봉 등과 성봉영화원을 세우고 《군용열차》에 출연했고, 1939년 신경균이 연출한 영화 《처녀도》에서는 목장에 휴양차 내려왔다가 목장 주인의 딸과 사랑에 빠지는 남자 주인공 역을 맡았다.
일제 말기에 영화계가 전시체제로 개편되었을 때 김한은 비교적 적극적으로 여기에 협력한 흔적이 있다. 어용 단체인 조선영화인협회에서는 평의원을 맡았고, 영화인기능심사위원으로도 활동했다. 또한, 《군용열차》를 비롯해 군국주의 옹호 영화인 《승리의 뜰》(1940)과 《병정님》(1944)에 출연했다. 이로 인해 2008년 민족문제연구소의 친일인명사전 수록예정자 명단 연극/영화 부문에 포함되었다.
당시 영화 배우 중에 김한과 같은 고학력자가 드물었던데다, 성격도 매사에 적극적이라 공사를 막론하고 영화계의 여러 활동에 열의를 갖고 뛰어들었다는. 입이 두껍고 눈매가 매서운 외모였기에 악역도 많이 맡았으나, 화술이 능란하고 음성이 맑아 발성 영화 시대에 주연 배우를 맡을 수 있는 능력을 갖추고 있었다.
광복 후 좌익 계열 영화인들이 만든 조선영화건설본부에 참여했고, 이후 조직된 조선영화동맹에서는 중앙집행위원을 맡았다. 한국 전쟁 전에 월북하여 조선민주주의인민공화국으로 갔다. 한국 전쟁 중 서울이 조선인민군에게 점령되었을 때 김한을 서울에서 만났다는 이필우의 증언이 있으나, 이후의 행적에 대해서는 알려진 바가 없다.

## 참고 자료
- 강옥희,이영미,이순진,이승희 (2006년 12월 15일). 《식민지시대 대중예술인 사전》. 서울: 소도. 57~59쪽쪽. ISBN 9788990626264.